# JavaCC
 (septembre 2012).
Java Compiler Compiler (JavaCC) est un compilateur de compilateur destiné à faciliter la réalisation de programmes en langage Java. Il comporte un générateur de parser, qui permet de créer un analyseur syntaxique. JavaCC fournit également d’autres possibilités relatives à la génération de parser comme la construction d’arbre et le débogage. C'est le plus utilisé des générateurs de parser pour Java[réf. nécessaire].
JavaCC prend comme entrée un fichier d’extension .jj. Ce fichier contient entre autres les descriptions des règles de la grammaire et permet de produire le parser descendant correspondant. Le parser prend la forme d'une classe java qui implémente une interface définissant les mots clés de la grammaire.
C'est un logiciel libre distribué selon les termes de la licence BSD.